# Gregorius van Napels
Gregorius van Napels (° tweede helft 12de eeuw - gestorven waarschijnlijk voor 1258) was een Italiaans franciscaan. Hij was een van de vroegste franciscanen en een vertrouweling van Franciscus van Assisi. Tijdens diens verblijf in het Midden-Oosten was Gregorius officiële vicaris van Franciscus van 1219 tot 1220, samen met Mattheus van Narni. Beide vicarissen voerden nieuwigheden in die onverenigbaar waren met de oorspronkelijke geest van de orde en oefenden een onaanvaardbaar gezag uit. Daarom haastte Franciscus zich terug naar Italië. Rond 1221 werd Gregorius van Napels provinciale overste van het toenmalige Francië. Hij werd hoog aangeschreven als predikant. Later viel hij echter in ongenade en werd van alle officiële functies ontheven. Net als Elias van Cortona lijkt hij het slachtoffer te zijn geworden van grote veranderingen binnen de orde. Een bulle uit 1233 maakt veel van zijn beslissingen ongedaan. Waarschijnlijk speelde de latere generale overste Haymo van Faversham een grote rol bij de val van Gregorius. Hij zou hem zelfs hebben laten opsluiten omwille van despotisch gedrag tegenover zijn medebroeders. Haymo was nochtans in de orde opgenomen door Gregorius van Napels. Hij stierf waarschijnlijk voor 1258.